# Ленкавиця (Тарновський повіт)
Ленкавиця (пол. Łękawica) — село в Польщі, у гміні Скшишув Тарновського повіту Малопольського воєводства.
Населення — 2241 особа (2011).
У 1975-1998 роках село належало до Тарновського воєводства.

## Демографія
Демографічна структура станом на 31 березня 2011 року:
|          | Загалом | Допрацездатний вік | Працездатний вік | Постпрацездатний вік |
| -------- | ------- | ------------------ | ---------------- | -------------------- |
| Чоловіки | 1130    | 276                | 749              | 105                  |
| Жінки    | 1111    | 266                | 652              | 193                  |
| Разом    | 2241    | 542                | 1401             | 298                  |